# 迪斯可癟三
迪斯可癟三是美國另類搖滾樂隊，於2004年在內華達州拉斯維加斯成立。樂隊現時由主唱兼吉他手布倫登‧尤里組成。2005年，他們發行了自己的首張專輯《熱到最高點》，這張專輯銷量超過220萬張，在公告牌二百強專輯榜上最高排名第13位，並以告示牌百強單曲榜前十雙白金單曲《I Write Sins Not Tragedies》為人熟知。
受到六十年代搖滾樂團影響，他們的第二張專輯《Pretty. Odd.》在音樂風格上轉向迷幻流行，並在2008年發行後便登上美國專輯榜第二位。經歷2009年成員 Ryan Ross 及 Jon Walker 退出後，迪斯可癟三於2011年發行第三張專輯《罪惡與貞潔》，回歸首張專輯的流行龐克風格。2012年，貝斯手 Dallon Weekes 正式加入樂團，迪斯可癟三也在2013年發行第四張專輯《Too Weird to Live, Too Rare to Die!》。2015年，創團成員 Spencer Smith 宣佈退出樂團。同年四月，迪斯可癟三發行了第五張專輯《Death of a Bachelor》的首張單曲《Hallelujah》。2015年9月29日，迪斯可癟三發行了單曲《Victorious》，次日該單曲登上 Apple Music 排行榜第一位。 2016年1月15日，迪斯可癟三發行第五張專輯《終結孤單》，並在隔周登上告示牌兩百強專輯第一名。在2018月6月22日，迪斯可癟三發行了第六張專輯《Pray for the Wicked》，並在7月1日登上告示牌兩百強專輯第一名之位。
2023年1月24日，尤里宣布將在3月10日Viva Las Vengeance巡演結束後解散樂隊，將重心轉往在照顧將出生的小孩上。

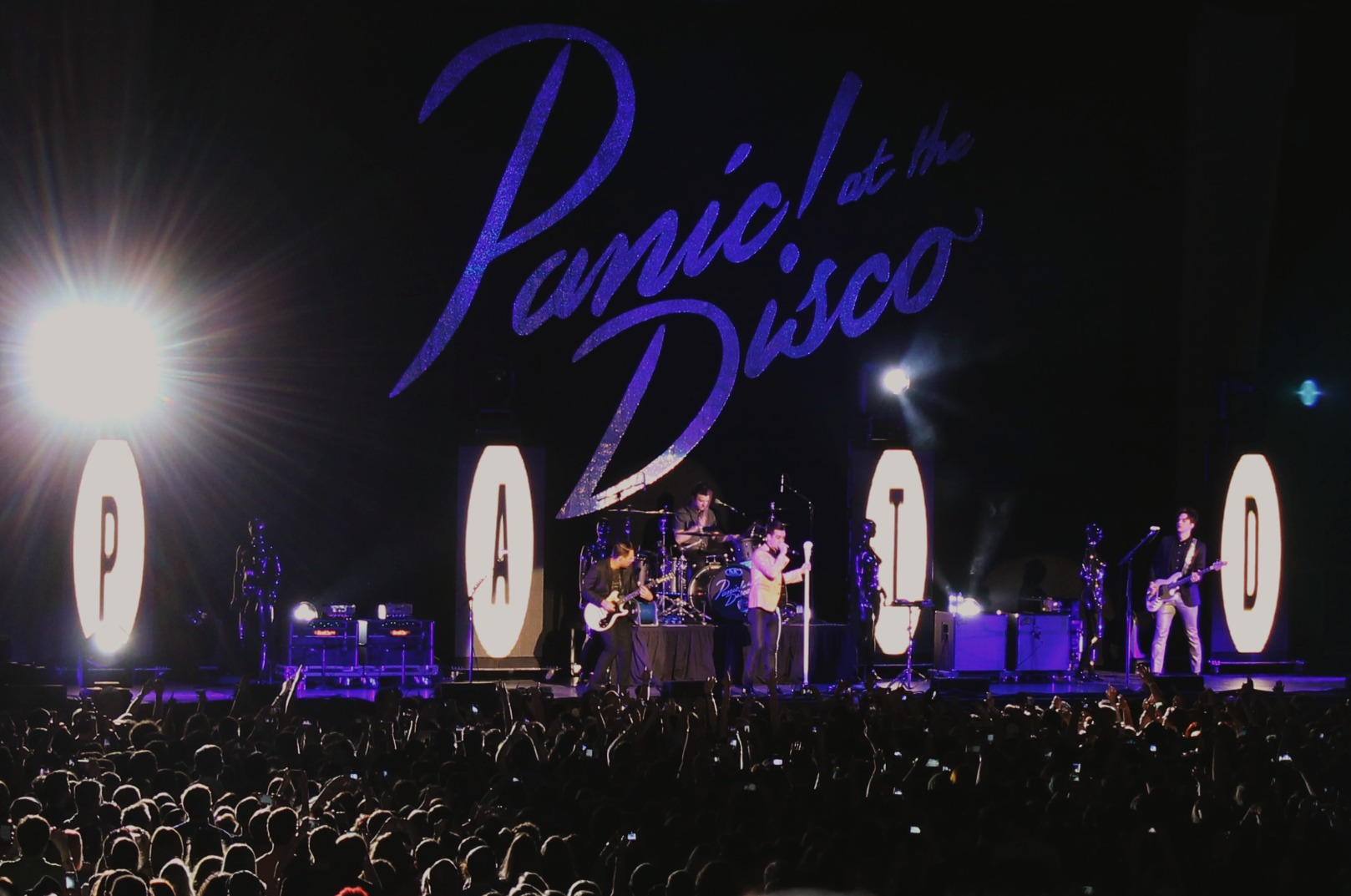
迪斯可癟三在2013年的演唱會

## 成員變動及專輯《罪惡與貞潔》（2009-2011）
在2009年的春天，Panic! at The Disco開始錄製他們的第三張專輯《罪惡與貞潔》。然而，在2009年7月6日，Ryan Ross和Jon Walker透過官方網站公佈兩人會離開樂隊。Ross表示他們並沒有因此事而吵架，因為他們四位成員有同样的想法。Ross也說：「這是最好的解決方法。」
經過成員變動，樂隊在2010年早旬錄製他們第三張的專輯《罪惡與貞潔》。《罪惡與貞潔》的第一首單曲是《蒙娜麗莎的歌謠》，在2011年2月1日以數碼下載推出，而音樂錄影帶在2011年2月8日推出。專輯《罪惡與貞潔》在2011年3月22日推出，得到不少正面的評論。

## 乐队成员

### 巡演成员
- 丹·帕夫洛维奇（Dan Pawlovich） – 爵士鼓, 打击乐器 (2013至今)

### 前任成员
- 布倫登·尤里（Brendon Urie） – 主唱，節奏吉他，低音吉他，鍵盤，合成器，鋼琴（2004年-2023年）; 主音吉他（2009年-2023年）; 聲碼器（2013年-2023年）; 鼓，打擊樂（2015年-2023年）

- 布伦特·威尔逊（Brent Wilson） – 贝斯吉他 (2004–2006)
- 莱恩·罗思（Ryan Ross） – 伴唱，首席吉他，主控键盘, 合成器 (2004–2009); 主唱 (2004)
- 乔恩·沃克（Jon Walker） – 贝斯吉他, 伴唱 (2006–2009); 吉他 (2007–2009)
- 斯班瑟·史密斯（Spencer Smith） – 架子鼓, 打击乐器 (2004–2015)[4]
- 達隆‧威克斯（Dallon Weekes） – 低音吉他，吉他，鍵盤，合成器，鋼琴，聲樂（2009- 2010年，2015年-2017，正式成員2010- 2015年）

### 前任巡演成员
- 巴特拉姆·内森（Bartram Nason） – 大提琴, 主控键盘, 电子鼓, 打击乐器 (2006–2007)
- 埃里克·约尼克（Eric Ronick） – 主控键盘, 伴唱, 打击乐器(2006–2008)
- 伊恩·卡拉福德（Ian Crawford） – 首席吉他, 伴唱 (2009–2012)
- 肯尼斯·哈里斯（Kenneth Harris） – 首席吉他, 伴唱 (2013-2018)

## 音乐作品
- A Fever You Can't Sweat Out (2005)
- Pretty. Odd. (2008)
- Vices & Virtues (2011)
- Too Weird to Live, Too Rare to Die! (2013)
- Death Of A Bachelor (2016)
- All My Friends We're Glorious (2017)
- Pray For The Wicked (2018)
- Viva Las Vengeance（英语：Viva Las Vengeance Tour） (2022)

## 成就、获奖及提名

### YouTube影片總觀看次數
Pray for the Wicked：超過360,000,000次觀看
Death of a Bachelor：超過580,000,000次觀看
Too Weird to Live,Too Rare to Die：超過360,000,000次觀看
High Hopes：超過600,000,000次觀看

### 獎項
- 葛萊美獎
  - 提名: 最佳盒装/特别限量版包装 (2008)
  - 提名: 最佳搖滾專輯 (2017),提名專輯 "Death of a Bachelor".

- MTV音乐录影带大奖 ( MTV Video Music Awards ):
  - 提名: 最佳摇滚录影带 (2016) ,提名作品 "Victorious".
  - 提名:  最佳导演 (2008) ,提名作品"Nine in the Afternoon".
  - 提名:  最佳流行录影带 (2008) ,提名作品 "Nine in the Afternoon".
  - 赢得: 年度音乐录影带 (2006) ,获奖作品 "I Write Sins Not Tragedies".
  - 提名: 最佳团体录影带 (2006) ,提名作品"I Write Sins Not Tragedies".
  - 提名: 最佳摇滚录影带 (2006) ,提名作品 "I Write Sins Not Tragedies".
  - 提名: 最佳新人录影带 (2006) ,提名作品 "I Write Sins Not Tragedies".
  - 提名: 視頻音樂獎最佳群組視頻 (2006) ,提名作品 "I Write Sins Not Tragedies".

- 拉美音乐录影带大奖 ( Los Premios MTV Latinoamérica ):
  - 提名: 最佳国际艺人组合 (2007)
  - 提名: 最佳国际摇滚组合 (2008)

- 亚洲音乐录影带大奖 ( MTV Asia Awards ) 2008:
  - 赢得: edc 风格奖

- 青少年选择奖 ( Teen Choice Awards ):
  - 提名: Choice Music - Rock Track (2006) ,提名作品 "I Write Sins Not Tragedies"
  - 提名: Choice Music - Rock Track (2008) ,提名作品 "Nine in the Afternoon"

- TMF音乐大奖 ( TMF Awards ):
  - 赢得: 最佳国际音乐录影带 (2006) ,获奖作品 "I Write Sins Not Tragedies"

- Kerrang! Awards 2011:
  - 提名: 最佳单曲 ,提名作品"The Ballad of Mona Lisa"

## 外部連結
- 官方網站 （页面存档备份，存于）
- 迪斯可癟三在Allmusic上的頁面